# Дін Волш
Дін Волш (англ. Dean Walsh; нар. 25 червня 1994, Вексфорд) — ірландський боксер, призер чемпіонату Європи серед аматорів.

## Аматорська кар'єра
Дін Волш займався боксом з юних років.
На  Європейських іграх 2015 переміг Максима Дадашева (Росія) і програв Кастріоту Сопа (Німеччина).
На  чемпіонаті Європи 2015 завоював бронзову медаль.
- В 1/8 фіналу переміг Флорентина Нікулеску (Румунія) — 3-0
- У чвертьфіналі переміг Михая Ньєки (Угорщина) — 3-0
- У півфіналі програв Віталію Дунайцеву (Росія) — 0-3

На чемпіонаті світу 2015 програв у першому бою.

## Ув'язнення
2019 року Дін Волш визнав себе винним у нападі на людину в 2017 року і у грудні 2020 року отримав вирок чотири роки тюремного ув'язнення з відстрочкою на останні 18 місяців.